# Chian Yai
Chian Yai (em tailandês: อำเภอเชียรใหญ่) é um distrito da província de Nakhon Si Thammarat, no sul da Tailândia. É um dos 23 distritos que compõem a província. Sua população, de acordo com dados de 2012, era de 43 584 habitantes, e sua área territorial é de 232,7 km². O distrito foi criado em 1 de fevereiro de 1937.